# Alessandro Riario

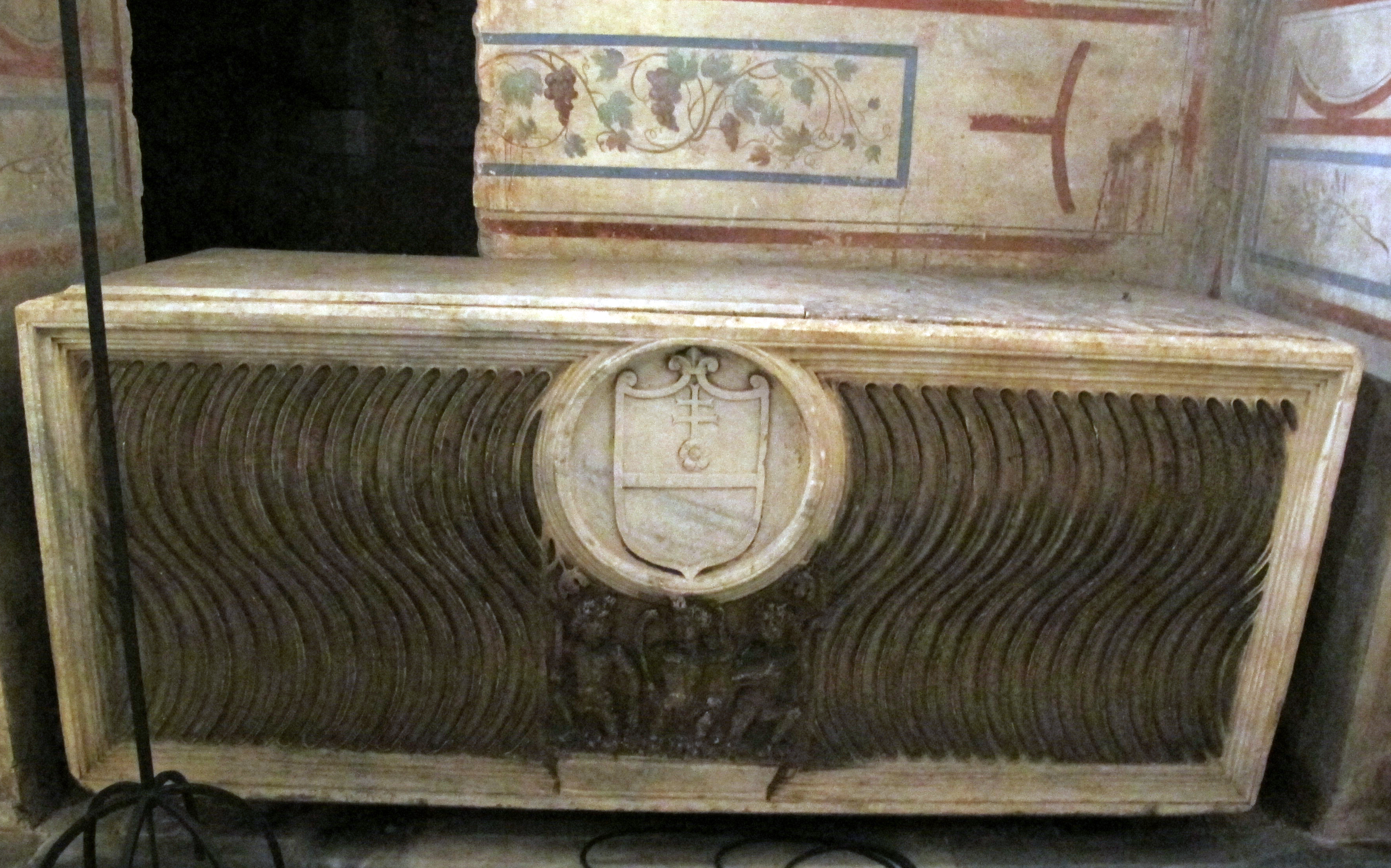
Sarcòfag del cardenal Riario.

Alessandro Riario (Savona, Ligúria ...? - Roma, 1585) fou un cardenal italià, pertanyent a la família Riario.
Gregori XIII el revestí amb la porpra cardenalícia amb el títol de Santa Maria in Aracoeli, i el 1580 fou enviat a la cort de Felip II, com llegat at latere; posteriorment desenvolupà altres legacions a Úmbria i a Perusa i va prendre part en l'elecció de Sixt IV.